# Hermann Görner

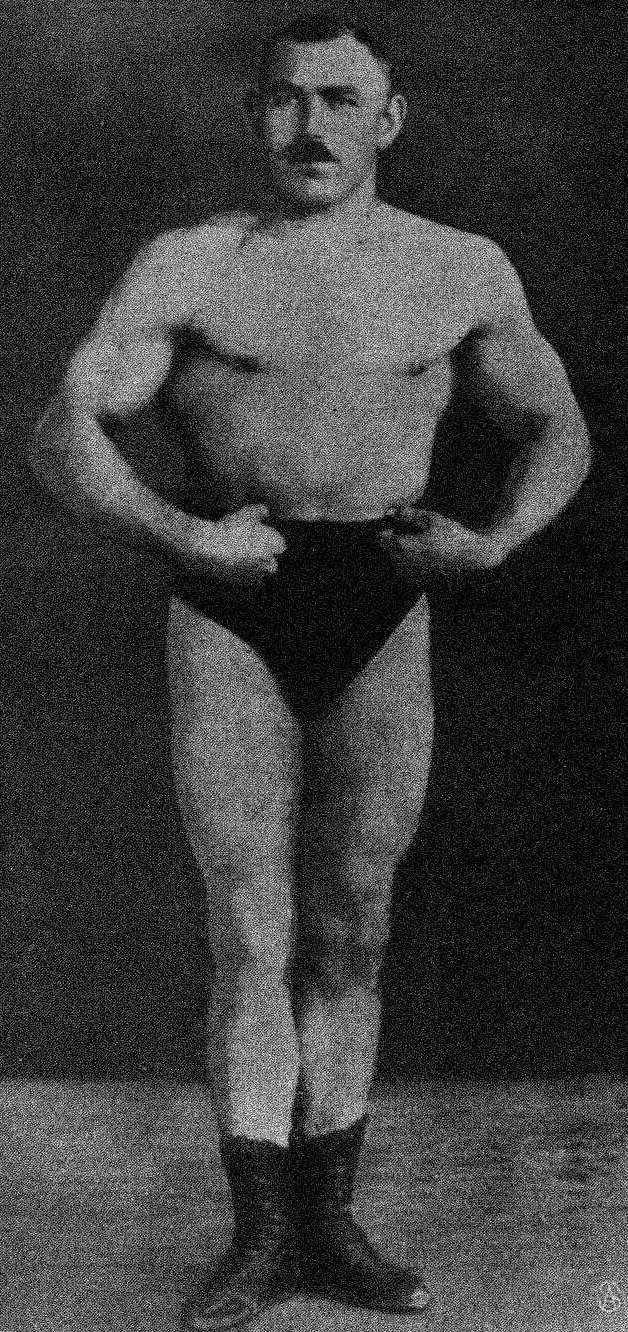
Hermann Görner, um 1920

Hermann Görner (* 13. April 1891 in Hänichen; † 29. Juni 1956 in Wunstorf) war ein deutscher Gewichtheber und berufsmäßiger Kraftathlet. 

## Werdegang
Görner wuchs in Leipzig auf und begann mit 10 Jahren mit Kraftübungen und Gewichtheben. Er trat dazu dem 1. Leipziger Athletenklub von 1892 und später dem SC Atlas Leipzig bei. Im Jahre 1911 gründete er mit seinem Bruder Otto und Otto Brauer das Atlas-Trio, das sich später in Strongfort-Trio (nach Lionel Strongfort, einem deutschen Kraftathleten und Body-Building-Trainer) umbenannte. Dieses Trio trat im sächsischen Raum als Kraftakrobaten auf.
Bevor er 1920 Berufssportler wurde, nahm Hermann Görner an einigen Meisterschaften der Gewichtheber teil. So soll er im Jahre 1911 bei einer Europameisterschaft in Leipzig im Schwergewicht den 2. Platz belegt haben. Über diese Veranstaltung gibt es aber nur vage Quellen. Gesichert ist aber sein 3. Platz bei der deutschen Meisterschaft im Gewichtheben im Jahre 1913 in Kassel im Schwergewicht. Er belegte dort im Fünfkampf mit 520 kg den 3. Platz hinter Paul Trappen aus Trier (552,5 kg) und Karl Mörke aus Köln (550 kg). Dabei erzielte er folgende Einzelleistungen: einarmiges Reißen: 77,5 kg, einarmiges Stoßen: 92,5 kg, beidarmiges Drücken: 100 kg, beidarmiges Reißen: 105 kg und beidarmiges Stoßen: 145 kg.
1913 belegte er bei der Weltmeisterschaft in Breslau im Schwergewicht im Vierkampf den 4. Platz hinter Josef Grafl u. Berthold Tandler, beide Österreich und Jan Krause, Russland.
Während des Ersten Weltkrieges wurde Hermann Görner schwer verwundet und verlor ein Auge.
Im Jahre 1919 schließlich belegte Hermann Görner bei der deutschen Meisterschaft in München im Fünfkampf mit 510 kg den 2. Platz hinter Karl Mörke, der 1920 Weltmeister wurde, und vor Josef Straßberger aus München, der 1928 Olympiasieger werden sollte. Am 4. April 1920 kam es in der Leipziger Kongresshalle am Zoo zu einem Vergleichskampf Görner gegen Mörke im Fünfkampf. Beide Athleten hatten sich auf dieses Prestigeduell hervorragend vorbereitet und erzielte für die damalige Zeit phänomenale Leistungen. Hermann Görner gewann diesen Kampf und erzielte dabei folgende Leistungen: einarmiges Reißen: 90 kg, einarmiges Stoßen: 112,5 kg, beidarmiges Drücken: 110 kg, beidarmiges Reißen: 125 kg und beidarmiges Stoßen: 160 kg, Gesamtleistung: 597,5 kg, dazu kam noch ein beidhändiges Kreuzheben, bei dem er 300 kg erzielte. Karl Mörke schaffte folgende Leistungen: einarmiges Reißen: 75 kg, einarmiges Stoßen: 100 kg, beidarmiges Drücken: 120 kg, beidarmiges Reißen: 110 kg und beidarmiges Stoßen: 155 kg, Gesamtleistung: 560 kg. Im Kreuzheben schaffte er 240 kg. Die Gesamtleistung von Hermann Görner im Fünfkampf von 597,5 kg stellte damals eine Weltbestleistung dar. Auch in den folgenden Jahren wurde diese Leistung von keinem anderen Athleten der Welt mehr erzielt. Der letzte große Wettkampf im Fünfkampf fand 1934 bei den deutschen Kampfspielen in Nürnberg statt, den Paul Wahl aus Möhringen gewann, der dabei 545 kg erzielte. Da seit 1934 keine Wettbewerbe im Fünfkampf mehr ausgetragen wurden, dürfte die Weltbestleistung von Hermann Görner noch heute (2020) Bestand haben.
Als Amateur stellte Hermann Görner im beidarmigen Reißen mit 123 kg einen deutschen Rekord auf, der erst 1934 von Paul Wahl übertroffen wurde. Im beidarmigen Stoßen mit freiem Umsetzen erzielte er am 26. April 1911 mit 152 kg einen deutschen Rekord. Am 26. Oktober 1919 erzielte er im beidarmigen Stoßen 160 kg und am 16. November 1919 165 kg. Beide Hebungen lagen über dem seinerzeit geltenden deutschen Rekord von Hermann Gäßler, der am 12. April 1912 157,5 kg gestoßen hatte. Die beiden letzten Rekorde von Hermann Görner im Stoßen wurden aber vom Deutschen Amateur Schwerathletik-Verband (DASV v. 1891) nicht anerkannt, weil Hermann Görners Verein Atlas Leipzig im Zeitraum vom 6. Februar 1919 bis zum 31. März 1920 dem Deutschen Arbeiter-Athletenbund angehörte. 165 kg wurden in Deutschland erst im Jahre 1936 von Heinz Schattner, Berlin (später TSV 1860 München), wieder erzielt und erst 1939 von Olympiasieger Josef Manger, Freising, mit 168 kg übertroffen.

## Hermann Görner als Berufssportler
Hermann Görner wurde 1921 Berufssportler und trat zunächst in Deutschland als Kraftathlet auf. Schon bald folgten Engagements in Großbritannien und vor allem in Südafrika. In Südafrika lernte er auch seine Frau Elisie Jwifel kennen, die er in sein Programm einbaute. Er trat in Varietes, Theatern und vor allem in Zirkussen auf.
Er zeigte dabei viele spezielle Kraftübungen und imposante Showvorführungen, wie das Ringen mit einem kleinen Elefanten oder das Tragen einer Brückenkonstruktion auf dem Rücken, über die ein mit sechs Personen besetzter Personenkraftwagen fuhr.
Hermann Görner vollbrachte während seiner Amateur- und Profizeit folgende Leistungen, die mit den Leistungen heutiger Gewichtheber bzw. Kraftdreikämpfer verglichen werden können:
Wettkampfübungen der Gewichtheber
- 104 kg, einarmiges Reißen rechts,
- 90 kg, einarmiges Reißen links,
- 120 kg, einarmiges Stoßen rechts mit freiem Umsetzen,
- 100 kg, einarmiges Stoßen links mit freiem Umsetzen,
- 135 kg, beidarmiges Reißen,
- 110 kg, beidarmiges Drücken mit freiem Umsetzen,
- 177 kg, beidarmiges Stoßen mit freiem Umsetzen (den offiziellen Weltrekord hielt Charles Rigoulot mit 182,5 kg)

Freie Kraftleistungen
- 330 kg, einarmiges Heben vom Boden aus dem Kreuz rechts (8. Oktober 1920 in Leipzig). Diese Leistung war und ist (Stand: 2012) immer noch Weltrekord,
- 250,5 kg, einarmiges Heben vom Boden aus dem Kreuz links,
- 376,5 kg, beidarmiges Heben vom Boden aus dem Kreuz im Zwiegriff (am 18. August 1933 in Leipzig). Diese Leistung war Weltrekord,
- 360 kg, beidarmiges Heben vom Boden aus dem Kreuz im Aufgriff (am 29. Oktober 1920 in Leipzig). Diese Leistung war Weltrekord im Aufgriffheben,
- 200 kg, beidarmiges Umsetzen auf zwei Tempi,
- 139,75 kg, freies einarmiges Umsetzen rechts,
- 110 kg, beidarmiges Reißen in Schlussstellung (ohne in die Knie zu gehen)

Zirkusnummern (Lastenhebungen)
- 875,5 kg, Stange mit 11 daranhängenden Männern quer auf den Schultern 5 Schritte weit getragen (20. Februar 1920 in Leipzig)
- 655 kg, Konzertflügel in Transportkiste auf dem Rücken 16 m weit getragen (2. Juni 1921 in Leipzig)
- 1.870,2 kg, Pfosten mit 24 daraufsitzenden Männern im Liegen auf hochgestreckten Füßen 15 Sekunden gehalten (12. Oktober 1927 in London)
- 1.770 kg, Auto mit 6 Personen, das über eine Brücke fährt, aufrecht stehend mit den Schultern gehalten (in Leipzig, Berlin und letztmals in Hamburg am 18. Juni 1922)
- 190,05 kg in vier Rundgewichten beidarmig mittels Schwingen und Nachschwingen vom Boden zur Hochstrecke gebracht (25. Juli 1920 in Dresden)
- 100 kg in zwei Rundgewichten in den Händen haltend und damit 100 Meter in 18,4 Sekunden gelaufen (2. Juni 1912 in Leipzig)

## Späteres Leben
1929 verletzte sich Hermann Görner an der rechten Hand. Daraufhin konnte er nicht mehr gezielt trainieren und viele Übungen nicht mehr durchführen. Bis Ende 1939 trat er aber noch als Kraftathlet in Zirkussen auf. Während der nationalsozialistischen Herrschaft soll er kurzzeitig in einem Konzentrationslager inhaftiert gewesen sein. Nach 1945 lebte er verarmt und in Deutschland weitgehend vergessen in der Nähe von Wunstorf bei Hannover. Seine Frau starb dort 1949.
Heute werden die Leistungen von Hermann Görner vor allem in Großbritannien und in den Vereinigten Staaten wieder voll anerkannt, und er selbst wird als großer Pionier des Powerlifting gefeiert.

## Maße
Hermann Görner wog ca. 120 kg bei einer Größe von 1,83 m. Sein Brustumfang lag bei ca. 135 cm, der Oberarmumfang bei 48 cm, Oberschenkelumfang 70 cm und der Unterschenkelumfang bei 46 cm.